# Irmgard Schwaetzer
Irmgard Schwaetzer, née le 5 avril 1942 à Münster, est une femme politique allemande membre du Parti libéral-démocrate (FDP).
Nommée ministre d'État aux affaires européennes en 1987, elle se présente l'année suivante à la présidence fédérale du FDP mais échoue de peu. Après avoir été promue ministre fédérale de l'Aménagement du territoire en 1991, elle est proposée comme ministre fédérale des Affaires étrangères en 1992 mais elle se heurte à un veto du groupe FDP au Bundestag. Elle conserve alors son poste jusqu'en 1994.

## Biographie
Elle obtient son Abitur en 1961, puis étudie la pharmacie à Passau, Münster et enfin Bonn. Elle réussit son examen d'État de pharmacienne en 1967.
En 1968, elle décroche sa licence (Approbation) de pharmacienne, puis un doctorat en chimie pharmaceutique à l'université de Bonn en 1971. À partir de cette année, elle a travaillé comme cadre de l'industrie pharmaceutique et de biens de la consommation jusqu'en 1980.
Elle vit ensuite à Berlin et est mariée au chimiste Wolfgang Adam. Du fait de ce mariage, elle se voyait régulièrement appelée « Irmgard Adam-Schwaetzer ».

## Vie politique

### Au sein du FDP
Irmgard Schwaetzer adhère au Parti libéral-démocrate (FDP) en 1975. Sept ans plus tard, elle est nommée secrétaire générale fédérale en remplacement de Günter Verheugen, démissionnaire du parti à la suite de la rupture de la coalition sociale-libérale.
Elle doit abandonner ce poste en 1984 pour devenir trésorière fédérale jusqu'en 1987. L'année suivante, elle se présente à la présidence du parti contre Otto Graf Lambsdorff, qui l'emporte par 211 voix contre 187. Elle devient alors élue vice-présidente fédérale et conserve ce poste pendant six ans.
Elle fait ensuite partie du comité directeur de la fondation Friedrich Naumann.

### Au niveau institutionnel
Le 5 octobre 1980, elle est élue députée fédérale de Rhénanie-du-Nord-Westphalie au Bundestag, puis nommée ministre d'État à l'office des Affaires étrangères le 12 mars 1987. À la suite des élections fédérales du 2 décembre 1990, le FDP, qui a obtenu de bons résultats, exige un portefeuille supplémentaire au sein de la coalition noire-jaune alors au pouvoir. Le 18 janvier 1991, Irmgard Schwaetzer est nommée au poste de ministre fédérale de l'Aménagement du territoire, de la Construction et de l'Urbanisme.
À peine un an plus tard, en mai 1992, le vétéran Hans-Dietrich Genscher, ministre fédéral des Affaires étrangères depuis 1974, annonce sa démission. Elle est alors proposée par le comité directeur du FDP pour lui succéder, mais le groupe parlementaire lui préfère Klaus Kinkel par 63 voix contre 25. En 1993, elle fait l'objet d'une mini-polémique pour avoir signé un article promotionnel pour le groupe immobilier Germania dans sa revue interne.
Elle n'est pas reconduite à la suite des législatives du 16 octobre 1994, qui constituent un revers pour les libéraux-démocrates. Réélue au Bundestag pour un dernier mandat le 27 septembre 1998, elle est désignée présidente du groupe de travail du groupe parlementaire sur le travail, les politiques sociale, de santé, familiale, des femmes et de la jeunesse.
Ne s'étant pas représentée aux élections fédérales de 2002, elle est aujourd'hui retirée de la vie politique.